# Timothy Benjamin
Timothy Benjamin (ur. 2 maja 1982) – reprezentujący Wielką Brytanię walijski sprinter.
Jako junior biegał głównie dystans 200 metrów, zdobył złoty medal Mistrzostw świata juniorów młodszych w lekkoatletyce (Bydgoszcz 1999) oraz brąz Mistrzostw Świata Juniorów w Lekkoatletyce (Santiago 2000).
W karierze seniorskiej startował przede wszystkim na dystansie 400 metrów, na nim wywalczył między innymi:
- 6. miejsce podczas Pucharu Świata w Lekkoatletyce (Madryt 2002)
- 1. miejsce w Superlidze Pucharu Europy w Lekkoatletyce (Bydgoszcz 2004)
- półfinał igrzysk olimpijskich (Ateny 2004)
- 5. miejsce na Mistrzostwach Świata w Lekkoatletyce (Helsinki 2005)
- 2. miejsce w Światowym Finale IAAF (Monako 2005)
- 6. miejsce podczas Mistrzostw Europy w Lekkoatletyce (Göteborg 2006)

Benjamin odnosił również liczne sukcesy jako członek brytyjskiej sztafety 4 x 400 metrów :
- srebrny medal Halowych Mistrzostw Świata w Lekkoatletyce (Birmingham 2003)
- 5. miejsce podczas igrzysk olimpijskich (Ateny 2004)
- srebrny medal na Mistrzostwach Europy w Lekkoatletyce (Göteborg 2006)

## Rekordy życiowe
- bieg na 200 m - 20,67 (2001)
- bieg na 300 m - 32,61 (2002)
- bieg na 400 m - 44,56 (2005)
- bieg na 200 m (hala) - 20,78 (2003)
- bieg na 400 m (hala) - 47,60 (2002)